# KNVB-Pokal 1943/44
Der KNVB-Pokal 1943/44 war die 36. Auflage des niederländischen Fußball-Pokalwettbewerbs. Pokalsieger wurde Willem II Tilburg. Das Team setzte sich im Finale gegen RKSV Groene Ster mit 9:2 und dem bisher höchsten Finalsieg durch.

## Modus
Alle Begegnungen wurden in einem Spiel ausgetragen. Bei unentschiedenem Ausgang kam die auswärts spielende Mannschaft eine Runde weiter. Alle Runden wurden innerhalb von zwei Monaten gespielt.

## Vorrunde
| Datum      |                        | Ergebnis |                    |
| ---------- | ---------------------- | -------- | ------------------ |
| 16.04.1944 | AFC Amsterdam          | 5:0      | Heldersche RC      |
| 16.04.1944 | AGOVV Apeldoorn        | 4:2      | SV Wilp            |
| 16.04.1944 | BDK Amsterdam          | 2:1      | Swift Amsterdam    |
| 16.04.1944 | VV Bergum              | 3:5      | LSC 1890           |
| 16.04.1944 | VV Brabantia           | 0:1      | Wit Zwart '32      |
| 16.04.1944 | BVC '12                | 4:1      | VV Wijchen         |
| 16.04.1944 | DSV Concordia Delft    | 5:4      | RKSV Blauw Zwart   |
| 16.04.1944 | SV De Meteoor          | 4:0      | DTS Oudkarspel     |
| 16.04.1944 | SV De Musschen         | 4:2      | SV RDM Rotterdam   |
| 16.04.1944 | VV De Zeeuwen          | 2:6      | NAC Breda          |
| 16.04.1944 | Enschedese Boys        | 3:1      | VV Glanerbrug      |
| 16.04.1944 | ETO Hoofddorp          | 3:3      | EHS Haarlem        |
| 16.04.1944 | RKSV GDA Den Haag      | 4:1      | RKSV Excelsior '20 |
| 16.04.1944 | GVV '12 Gemert         | 1:6      | WVVZ Woensel       |
| 16.04.1944 | SV Helios Deventer     | 1:3      | Zwolsche AC        |
| 16.04.1944 | AVC La Première        | 1:3      | HVV Tubantia       |
| 16.04.1944 | VV Leeuwarden          | 3:0      | MVV Alcides        |
| 16.04.1944 | LSV Leerdam            | 0:5      | SC Emma Dordrecht  |
| 16.04.1944 | RKSV NEO               | 0:0      | WVV Wierden        |
| 16.04.1944 | EFC Prinses Wilhelmina | 2:9      | VOSTA Enschede     |
| 16.04.1944 | Quick 1888             | 2:1      | SC Hees            |
| 16.04.1944 | VV RWB Waalwijk        | 2:4      | VV De Kanaries     |
| 16.04.1944 | Soest ESVAC Combinatie | 3:2      | RKVV Actif         |
| 16.04.1944 | SC Silvolde            | 1:2      | VIJDO Arnheim      |
| 16.04.1944 | Standaard Maastricht   | 2:3      | RKSV Groene Ster   |
| 16.04.1944 | RV & AV Steeds Hooger  | 2:1      | VV Waddinxveen     |
| 16.04.1944 | SVD Den Bosch          | 1:4      | PSV Eindhoven      |
| 16.04.1944 | RKTVV Tiglia           | 7:3      | SV Panningen       |
| 16.04.1944 | VDZ Wageningen         | 1:4      | NEC Nijmegen       |
| 16.04.1944 | VV Weert '08           | 2:3      | De Spechten        |
| 16.04.1944 | Willem II Tilburg      | 5:1      | SC Helmondia       |

## 1. Runde
| Datum      |                           | Ergebnis |                        |
| ---------- | ------------------------- | -------- | ---------------------- |
| 23.04.1944 | ADO Den Haag              | 0:1      | VCS Den Haag           |
| 23.04.1944 | AFC Amsterdam             | 2:2      | Blauw Wit Amsterdam    |
| 23.04.1944 | AGOVV Apeldoorn           | 5:1      | RODA Hooge Zwaluwe     |
| 23.04.1944 | Ajax Amsterdam            | 10:10    | SDW Amsterdam          |
| 23.04.1944 | DSV Concordia Delft       | 1:3      | SVV Scheveningen       |
| 23.04.1944 | VV De Spechten            | 5:1      | Wit Zwart '32          |
| 23.04.1944 | VV Delfzijl               | 1:1      | DWV Amsterdam          |
| 23.04.1944 | Dordrechtsche FC          | 2:0      | CVV Rotterdam          |
| 23.04.1944 | DHC Delft                 | 2:0      | RKSV GDA Den Haag      |
| 23.04.1944 | EBOH Dordrecht            | 3:3      | Martinit Schiedam      |
| 23.04.1944 | VV Eijsden                | 5:1      | VV Laura               |
| 23.04.1944 | Enschedese Boys           | 7:1      | VV Winterswijk         |
| 23.04.1944 | Excelsior Rotterdam       | 2:3      | SC Emma Dordrecht      |
| 23.04.1944 | SV Hoensbroek             | 1:2      | RKBSV Brunssum         |
| 23.04.1944 | RKVV Gennep               | 0:0      | RKVV Sevenum           |
| 23.04.1944 | HFC Haarlem               | 8:1      | SV Beverwijk           |
| 23.04.1944 | RKSV Heer                 | 3:5      | SV Maurits Lutterade   |
| 23.04.1944 | HVV Helmond               | 0:4      | PSV Eindhoven          |
| 23.04.1944 | Hermes DVS                | 2:1      | RFC Rotterdam          |
| 23.04.1944 | HMS Utrecht               | 1:2      | SV Kampong             |
| 23.04.1944 | VV Hoek van Holland       | 1:2      | Spartaan '20 Rotterdam |
| 23.04.1944 | HOV Rotterdam             | 0:0      | RV & AV Steeds Hooger  |
| 23.04.1944 | LSC 1890                  | 6:1      | VV Leeuwarden          |
| 23.04.1944 | VV Markelo                | 2:4      | SML/Spatram Arnheim    |
| 23.04.1944 | NAC Breda                 | 5:0      | SV DOSKO               |
| 23.04.1944 | RKVAV NEA                 | 1:4      | SV De Meteoor          |
| 23.04.1944 | NEC Nijmegen              | 0:2      | BVC '12                |
| 23.04.1944 | OVVO Amsterdam            | 8:3      | BFC Bussum             |
| 23.04.1944 | PAZO Oisterwijk           | 1:2      | Hieronymus Tilburg     |
| 23.04.1944 | FC Purmerend              | 2:3      | SV Terrasvogels        |
| 23.04.1944 | QSC Wormerveer            | 2:3      | Haarlemse FC EDO       |
| 23.04.1944 | AFC Quick 1890            | 3:2      | Soest ESVAC Combinatie |
| 23.04.1944 | RC Heemstede              | 3:0      | EHS Haarlem            |
| 23.04.1944 | ASV Rivalen               | 2:4      | BDK Amsterdam          |
| 23.04.1944 | RKHVV Huissen             | 1:5      | Quick 1888             |
| 23.04.1944 | RKVV Roosendaal           | 2:1      | MOC '39 Bergen         |
| 23.04.1944 | SC Emma Hoensbroek        | 0:0      | RKSV Groene Ster       |
| 23.04.1944 | The Rising Hope Rotterdam | 1:2      | SV De Musschen         |
| 23.04.1944 | RKTVV Tiglia              | 1:5      | RIOS '31 Echt          |
| 23.04.1944 | HVV Tubantia              | 6:1      | VV Haaksbergen         |
| 23.04.1944 | VV Veendam                | 2:0      | Be Quick 1887          |
| 23.04.1944 | GVV Velocitas 1897        | 5:3      | VV Eext                |
| 23.04.1944 | VIJDO Arnheim             | 1:2      | WVV Wageningen         |
| 23.04.1944 | VOSTA Enschede            | 5:1      | Apeldoornsche Boys     |
| 23.04.1944 | VV West Frisia            | 3:3      | Hollandia Hoorn        |
| 23.04.1944 | VV West Frisia            | 5:0      | OFC Oostzaan           |
| 23.04.1944 | VV West Frisia            | 2:3      | Zwolsche AC            |
| 23.04.1944 | Willem II Tilburg         | 5:1      | DSV Dongen             |
| 23.04.1944 | SC Woerden                | 0:6      | UVV Utrecht            |
| 23.04.1944 | WVVZ Woensel              | 1:4      | De Kanaries Den Bosch  |
| 23.04.1944 | SV Zwolle                 | 00:10    | Go Ahead Deventer      |
| 30.04.1944 | VV Hillinen               | 4:2      | GSV Gouda              |
| 30.04.1944 | VV Stein                  | 05:0 1   | Dierensche Boys        |
|            | DOSS Amsterdam            | Freilos  |                        |
|            | DWV Amsterdam             | Freilos  |                        |
|            | HVC Amersfoort            | Freilos  |                        |
|            | IEV Velsen                | Freilos  |                        |
|            | RKFC Lindenheuvel         | Freilos  |                        |
|            | RKVV Sint Michielsgestel  | Freilos  |                        |
|            | Velox Utrecht             | Freilos  |                        |
|            | SV Woltersum              | Freilos  |                        |

## 2. Runde
| Datum      |                          | Ergebnis |                        |
| ---------- | ------------------------ | -------- | ---------------------- |
| 30.04.1944 | AGOVV Apeldoorn          | 6:2      | VOSTA Enschede         |
| 30.04.1944 | SV De Meteoor            | 3:0      | AFC Quick 1890         |
| 30.04.1944 | DOSS Amsterdam           | 0:5      | OVVO Amsterdam         |
| 30.04.1944 | DWV Amsterdam            | 6:1      | BDK Amsterdam          |
| 30.04.1944 | SC Emma Dordrecht        | 2:1      | Hermes DVS             |
| 30.04.1944 | Enschedese Boys          | 05:0 1   | VV Stein               |
| 30.04.1944 | RKSV Groene Ster         | 1:0      | VV Eijsden             |
| 30.04.1944 | HFC Haarlem              | 2:2      | Haarlemse FC EDO       |
| 30.04.1944 | Hieronymus Tilburg       | 0:2      | Willem II Tilburg      |
| 30.04.1944 | RKFC Lindenheuvel        | 0:2      | RKBSV Brunssum         |
| 30.04.1944 | LSC 1890                 | 4:1      | SV Woltersum           |
| 30.04.1944 | Martinit Schiedam        | 1:2      | SV De Musschen         |
| 30.04.1944 | SV Maurits Lutterade     | 1:5      | VV De Spechten         |
| 30.04.1944 | NAC Breda                | 2:5      | Dordrechtsche FC       |
| 30.04.1944 | PSV Eindhoven            | 6:0      | De Kanaries Den Bosch  |
| 30.04.1944 | RC Heemstede             | 2:2      | Hollandia Hoorn        |
| 30.04.1944 | Scheveningen             | 0:1      | DHC Delft              |
| 30.04.1944 | RKVV Sevenum             | 3:1      | RIOS '31 Echt          |
| 30.04.1944 | RKVV Sint Michielsgestel | 1:3      | RKVV Roosendaal        |
| 30.04.1944 | SML/Spatram Arnheim      | 0:7      | Quick 1888             |
| 30.04.1944 | RV & AV Steeds Hooger    | 6:2      | Spartaan '20 Rotterdam |
| 30.04.1944 | SV Terrasvogels          | 2:0      | IEV Velsen             |
| 30.04.1944 | VV Veendam               | 1:7      | Go Ahead Deventer      |
| 30.04.1944 | WVV Wageningen           | 3:1      | BVC '12                |
| 30.04.1944 | WFC Wormerveer           | 1:3      | HVC Amersfoort         |
| 30.04.1944 | WVV Winschoten           | 0:2      | GVV Velocitas 1897     |
| 30.04.1944 | Zwolsche AC              | 2:3      | HVV Tubantia           |
| 07.05.1944 | Blauw Wit Amsterdam      | 3:1      | Ajax Amsterdam         |
| 07.05.1944 | UVV Utrecht              | 5:1      | Velox Utrecht          |
| 07.05.1944 | VCS Den Haag             | 5:0      | VV Hillinen            |
|            | SV Kampong               | Freilos  |                        |

## 3. Runde
| Datum      |                       | Ergebnis |                     |
| ---------- | --------------------- | -------- | ------------------- |
| 07.05.1944 | AGOVV Apeldoorn       | 3:0      | Enschedese Boys     |
| 07.05.1944 | SV De Meteoor         | 5:1      | Hollandia Hoorn     |
| 07.05.1944 | SV De Musschen        | 1:2      | SC Emma Dordrecht   |
| 07.05.1944 | VV De Spechten        | 05:0 1   | RKVV Sevenum        |
| 07.05.1944 | Haarlemse FC EDO      | 1:2      | DWV Amsterdam       |
| 07.05.1944 | SV Kampong            | 1:3      | WVV Wageningen      |
| 07.05.1944 | OVVO Amsterdam        | 2:2      | SV Terrasvogels     |
| 07.05.1944 | PSV Eindhoven         | 5:1      | Dordrechtsche FC    |
| 07.05.1944 | RV & AV Steeds Hooger | 1:3      | DHC Delft           |
| 07.05.1944 | UVV Utrecht           | 2:0      | HVC Amersfoort      |
| 07.05.1944 | GVV Velocitas 1897    | 1:1      | LSC 1890            |
| 07.05.1944 | Willem II Tilburg     | 10:00    | RKVV Roosendaal     |
| 14.05.1944 | RKSV Groene Ster      | 4:0      | RKBSV Brunssum      |
| 14.05.1944 | VCS Den Haag          | 0:2      | Blauw Wit Amsterdam |
| 18.05.1944 | Quick 1888            | 2:4      | HVV Tubantia        |
|            | Go Ahead Deventer     | Freilos  |                     |

## 4. Runde
| Datum      |                     | Ergebnis |                   |
| ---------- | ------------------- | -------- | ----------------- |
| 14.05.1944 | Willem II Tilburg   | 3:0      | SC Emma Dordrecht |
| 18.05.1944 | Blauw Wit Amsterdam | 5:1      | SV De Meteoor     |
| 18.05.1944 | DHC Delft           | 2:3      | PSV Eindhoven     |
| 18.05.1944 | DWV Amsterdam       | 4:0      | SV Terrasvogels   |
| 18.05.1944 | RKSV Groene Ster    | 2:1      | VV De Spechten    |
| 18.05.1944 | LSC 1890            | 2:1      | AGOVV Apeldoorn   |
| 18.05.1944 | UVV Utrecht         | 3:0      | Go Ahead Deventer |
| 21.05.1944 | WVV Wageningen      | 2:3      | HVV Tubantia      |

## Viertelfinale
| Datum      |                     | Ergebnis |                   |
| ---------- | ------------------- | -------- | ----------------- |
| 27.05.1944 | Blauw Wit Amsterdam | 3:5      | Willem II Tilburg |
| 29.05.1944 | RKSV Groene Ster    | 6:0      | DWV Amsterdam     |
| 29.05.1944 | LSC 1890            | 2:1      | HVV Tubantia      |
| 29.05.1944 | PSV Eindhoven       | 9:2      | UVV Utrecht       |

## Halbfinale
| Datum      |                   | Ergebnis |               |
| ---------- | ----------------- | -------- | ------------- |
| 03.06.1944 | RKSV Groene Ster  | 2:1      | LSC 1890      |
| 03.06.1944 | Willem II Tilburg | 3:2      | PSV Eindhoven |

## Finale
| Willem II Tilburg                                 | Willem II Tilburg | RKSV Groene Ster | RKSV Groene Ster |
| ------------------------------------------------- | --- | --- | ---------------- |
| Willem II Tilburg                                 | \| 16. April 1944 in Sportpark Aalstenweg, Eindhoven \| \| Ergebnis: 9:2 (1:1) \| \| Schiedsrichter: Dirk Nijs \| \| Spielbericht \|            | \| 16. April 1944 in Sportpark Aalstenweg, Eindhoven \| \| Ergebnis: 9:2 (1:1) \| \| Schiedsrichter: Dirk Nijs \| \| Spielbericht \| | RKSV Groene Ster |
| Willem II Tilburg                                 | 1:1 Wim Engel 2:1 Frans van Loon 3:1 Wim Engel 4:1 Willy Engel 5:1 Frans van Loon 6:1 Willy Engel 7:2 Willy Engel 8:2 Willy Engel 9:2 Wim Engel | 0:1 Ben Haas 6:2 Toon Klamerek | RKSV Groene Ster |
| 16. April 1944 in Sportpark Aalstenweg, Eindhoven | | |                  |
| Ergebnis: 9:2 (1:1)                               | | |                  |
| Schiedsrichter: Dirk Nijs                         | | |                  |
| Spielbericht                                      | | |                  |